# FC Blau-Weiß Linz
FC Blau-Weiss Linz là một câu lạc bộ bóng đá ở Giải bóng đá hạng nhất quốc gia Áo trong mùa giải 2016–17.

## Lịch sử

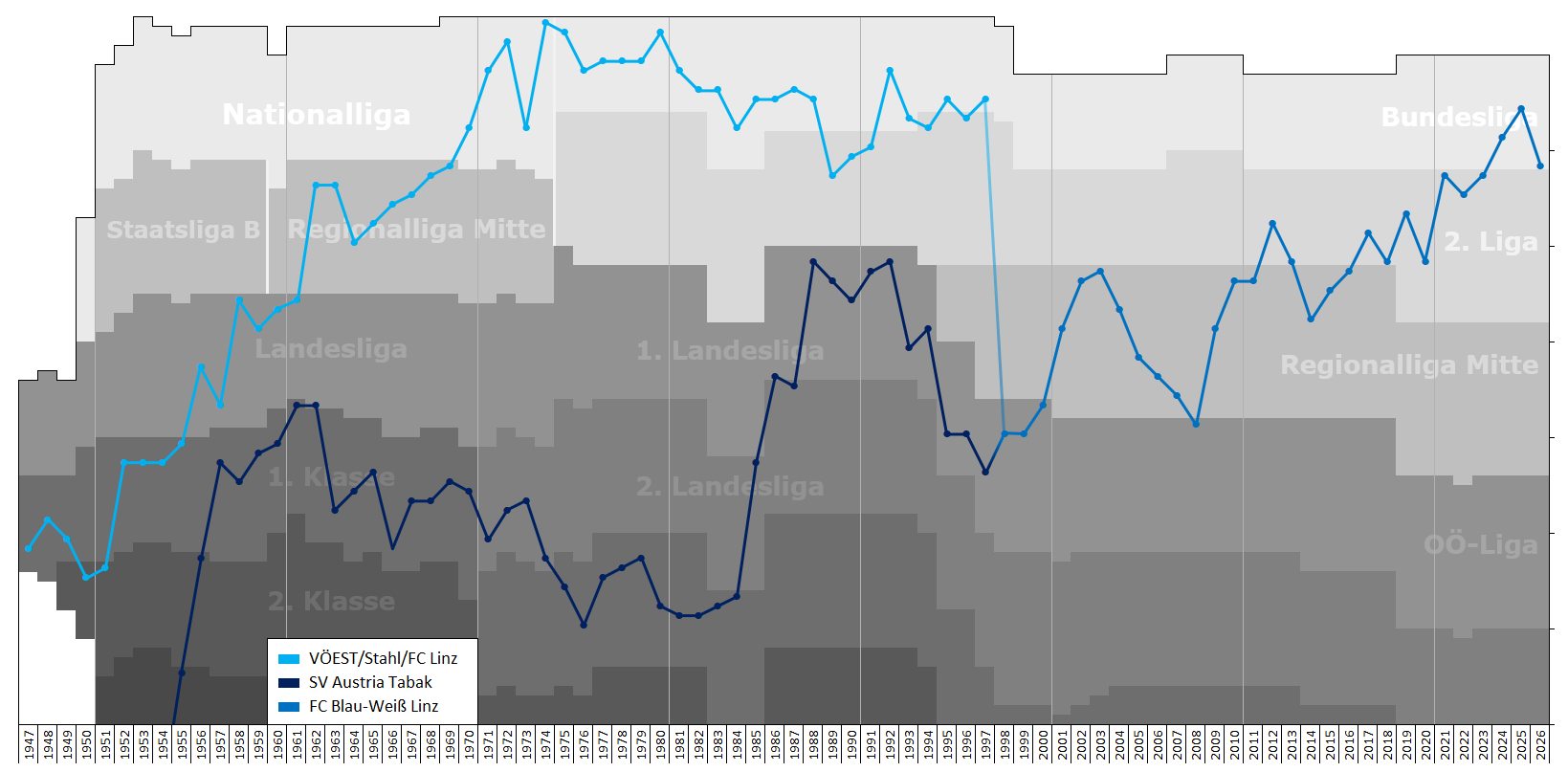
Sơ đồ thành tích giải đấu của Blau-Weiß Linz và đội tiền nhiệm

Năm 1997, FC Blau-Weiß Linz được thành lập, kế thừa truyền thống của đội bóng giải thể FC Linz, do khó khăn tài chính nên phải giải thể, bằng việc hợp nhất với kình địch lâu năm LASK Linz.

## Đội hình hiện tại
Tính đến ngày 26 tháng 8 năm 2017.

Ghi chú: Quốc kỳ chỉ đội tuyển quốc gia được xác định rõ trong điều lệ tư cách FIFA. Các cầu thủ có thể giữ hơn một quốc tịch ngoài FIFA.
| Số | VT | Quốc gia             | Cầu thủ                            |
| -- | -- | -------------------- | ---------------------------------- |
| 5  | HV | Áo                   | Florian Maier                      |
| 6  | HV | Áo                   | Felix Huspek                       |
| 7  | TĐ | Áo                   | Samuel Oppong (mượn từ Rapid Wien) |
| 8  | TĐ | Áo                   | Florian Templ                      |
| 9  | TĐ | Áo                   | Tobias Pellegrini (mượn từ LASK)   |
| 10 | TV | Croatia              | Ante Anić                          |
| 11 | HV | Áo                   | Lukas Gabriel                      |
| 12 | TV | Áo                   | Christopher Cvetko                 |
| 13 | TM | Áo                   | Hidajet Hankič                     |
| 14 | TV | Bosna và Hercegovina | Emir Halilović                     |
| 16 | TV | Áo                   | Patrick Schagerl                   |
| 17 | TV | Áo                   | Thomas Hinum                       |
| 18 | TV | Áo                   | Sinisa Markovic                    |

| Số | VT | Quốc gia | Cầu thủ                              |
| -- | -- | -------- | ------------------------------------ |
| 19 | TV | Áo       | Manuel Hartl                         |
| 20 | TV | Áo       | Kevin Brandstätter                   |
| 21 | TM | Áo       | Ammar Helac                          |
| 22 | HV | Áo       | Thomas Jackel                        |
| 23 | TV | Áo       | Stefan Haudum                        |
| 24 | TV | Áo       | Markus Blutsch                       |
| 25 | TV | Áo       | Manuel Krainz                        |
| 26 | HV | Áo       | Daniel Kerschbaumer                  |
| 27 | HV | Áo       | Lukas Skrivanek (mượn từ Sturm Graz) |
| 29 | TĐ | Áo       | Jakob Kreuzer                        |
| 31 | TM | Áo       | Bastian Horner                       |
| 33 | TM | Áo       | Manuel Hartig                        |
| 90 | TĐ | Slovakia | Juraj Remen                          |

## Nhân viên
- Huấn luyện viên: Günther Gorenzel-Simonitsch
- Trợ lý huấn luyện viên: Stefan Wahlmüller
- Quản lý truyền thông: Christian Wascher

## Lịch sử huấn luyện viên
Tính đến 12 tháng 10 năm 2017
| - Không rõ (1997–1998) - Adam Kensy (1998–2003) - Gerald Perzy (2003) - Günther Zeller (2003–2004) - Gerald Perzy (2004) - Dieter Mirnegg (2004–2005) - Gerald Perzy (2005) - Adolf Blutsch (2005–2007) - Samir Hasanovic (2007) - Erwin Spiegel (2007–2008) - Gerald Perzy (2008) - Adam Kensy (2008–2011) - Gerald Perzy (2011) - Thomas Weissenböck (2011–2012) - Gerald Perzy (2012) - Edi Stöhr (2012–2013) - Yahya Genc (2013–2014) - Wilhelm Wahlmüller (2014–2016) - Max Babler (2016) - Klaus Schmidt (2016–2017) - Günther Gorenzel-Simonitsch (2017–) |